# Гатісука Масаудзі
Гатісука Масаудзі (яп. 蜂須賀 正氏, 1903—1953) — японський дворянин, 18-й маркіз Гатісука, а також орнітолог і птахівник.

## Біографія
Гатісука народився в Токіо. Він був правнуком 11-го сьогуна Токугави Ієнарі, а також племінником останнього сьогуна принца Токугави Йосінобу . Він переїхав до Англії у віці дев'ятнадцяти років, щоб завершити свою освіту. Його підтримав друг батька барон Хаясі Гонсуке в Англії. Впродовж п'яти років він вивчав зоологію в коледжі Магдалени в Кембриджі, де його інтерес до птахів значно зріс завдяки підтримці доктора Френсіса Гіллмара та Артура Еванса, що завершилося його зарахуванням до Британського орнітологічного союзу.

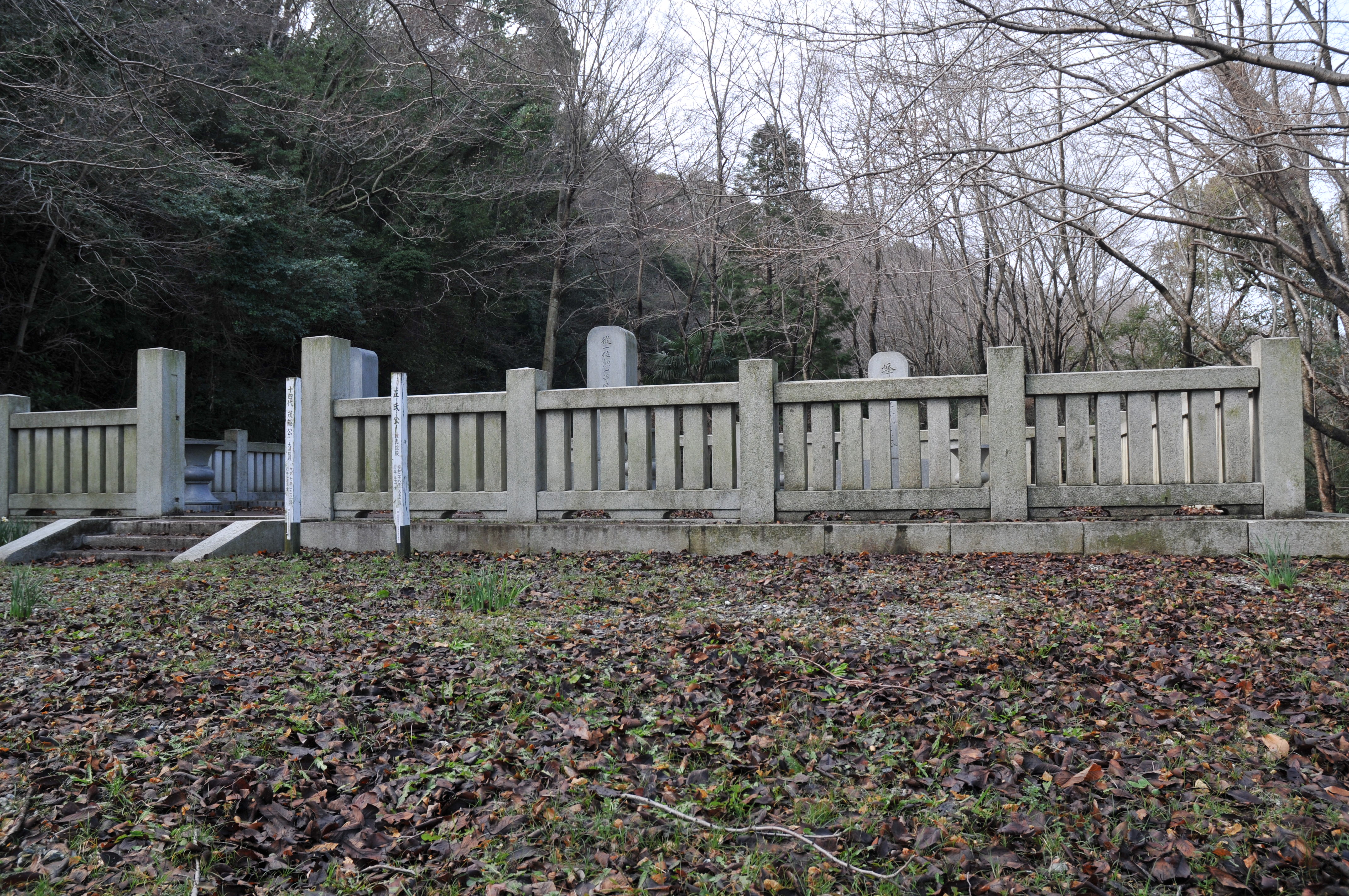
Сімейна могила Гатісука

Гатісука побував в експедиціях до Ісландії (1925), Північної Африки (1927), а також Бельгійського Конго. Після закінчення навчання в Кембриджі в 1927 році він повернувся до Японії, подорожуючи через Сполучені Штати разом з Жаном Делакуром, з яким пізніше відвідав Китай і Корею. У 1928—1929 роках він відправився на Філіппінські острови для вивчення місцевої орнітофауни. Дослідження було опубліковано в 1932—1933 роках у двотомнику «Птахи Філіппінських островів» після повернення до Лондона та роботи зі своєю колекцією в Британському музеї. Він також багато писав про птахів Єгипту, Ісландії, Хайнаня та Формози.
Хоча він мав намір повернутися до Японії після смерті свого батька, оскільки він був потрібний, щоб зайняти посаду глави родини, хвороба змусила його залишитися в Каліфорнії до 1938 року. Там він одружився з Чієко Нагаміне з Лос-Анджелеса 7 березня 1939 року; у пари народилася дочка.
Після війни він працював над обліком птахів Маскаренських островів. Він помер після нетривалої хвороби серця в 1953 році в Атамі (Японія). Посмертно була опублікована його робота «Додо і споріднені птахи». Він також працював над книгою про птахів Китаю, коли помер від хвороби.